# Mars 2004
| Mars 2004 |
| Månader under 2004: Januari · Februari · Mars · April · Maj · Juni · Juli · Augusti · September · Oktober · November · December ← December 2003 · Januari 2005 → |

## Måndagenden1 mars2004
- Socialstyrelsen föreslår att värktabletterna Treo Comp, Citodon och Panocod narkotikaklassas.

## Onsdagenden10 mars2004
- Flygbolaget SAS styrelse beslutar att splitta bolaget i tre nationella bolag. [1]

## Torsdagenden11 mars2004
- Terrordåd i Madrid, omkring 200 döda och över 1 400 skadade.[2]

## Lördagenden13 mars2004
- Fem personer, 3 marockaner o. två indier, grips misstänkta för terrordådet i Madrid.

## Söndagenden14 mars2004
- Vladimir Putin omväljs vid presidentvalet i Ryssland.[3]

## Måndagenden15 mars2004
- Det meddelas att en himlakropp, kanske planet, upptäckts i Edgeworth-Kuiperbältet och givits namnet Sedna.[4]

## Onsdagenden17 mars2004
- Irak: En bilbomb förstörde ett hotell i Bagdad, mördande mer än 25 personer och sårade ytterligare något dussin.

## Tisdagenden23 mars2004
- Mijailo Mijailović döms av Stockholms tingsrätt till livstids fängelse för mordet på Sveriges utrikesminister Anna Lindh i september 2003.[5]

## Onsdagenden24 mars2004
- Ekobrottsmyndigheten i Malmö väcker åtal mot Malmö IF:s ordförande Percy Nilsson och två av föreningens tidigare klubbdirektörer. Åtalet gäller grovt skattebedrägeri, grovt skattebrott samt grovt försvårande av skattekontroll. Föreningen har enligt åklagaren i sina deklarationer redovisat för låga spelarlöner och därigenom undanhållit över tre miljoner kronor i arbetsgivaravgifter.
- Microsoft bötfälldes för att ha brutit mot EU:s konkurrensregler.

## Lördagenden27 mars2004
- Det amerikanska obemannade flygplanet X-43A flyger under tio sekunder fortare än något annat plan i världen. Rekordnoteringen är ca 8 000 km/tim, det vill säga sju gånger snabbare än ljudet.

## Måndagenden29 mars2004
- Irland inför rökförbud i all offentlig miljö inomhus. Här inkluderas landets ca 30 000 pubar.
- Militäralliansen NATO utvidgas med sju nya medlemsländer -  Bulgarien, Estland, Lettland, Litauen, Rumänien, Slovakien och Slovenien.[6]